# Návesník
Návesník je přírodní památka poblíž obce Vortová v okrese Chrudim. Oblast spravuje Agentura ochrany přírody a krajiny ČR – RP SCHKO Žďárské vrchy. Předmětem ochrany je rašelinná louka s výskytem chráněných a ohrožených druhů živočichů a rostlin.

## Další fotografie

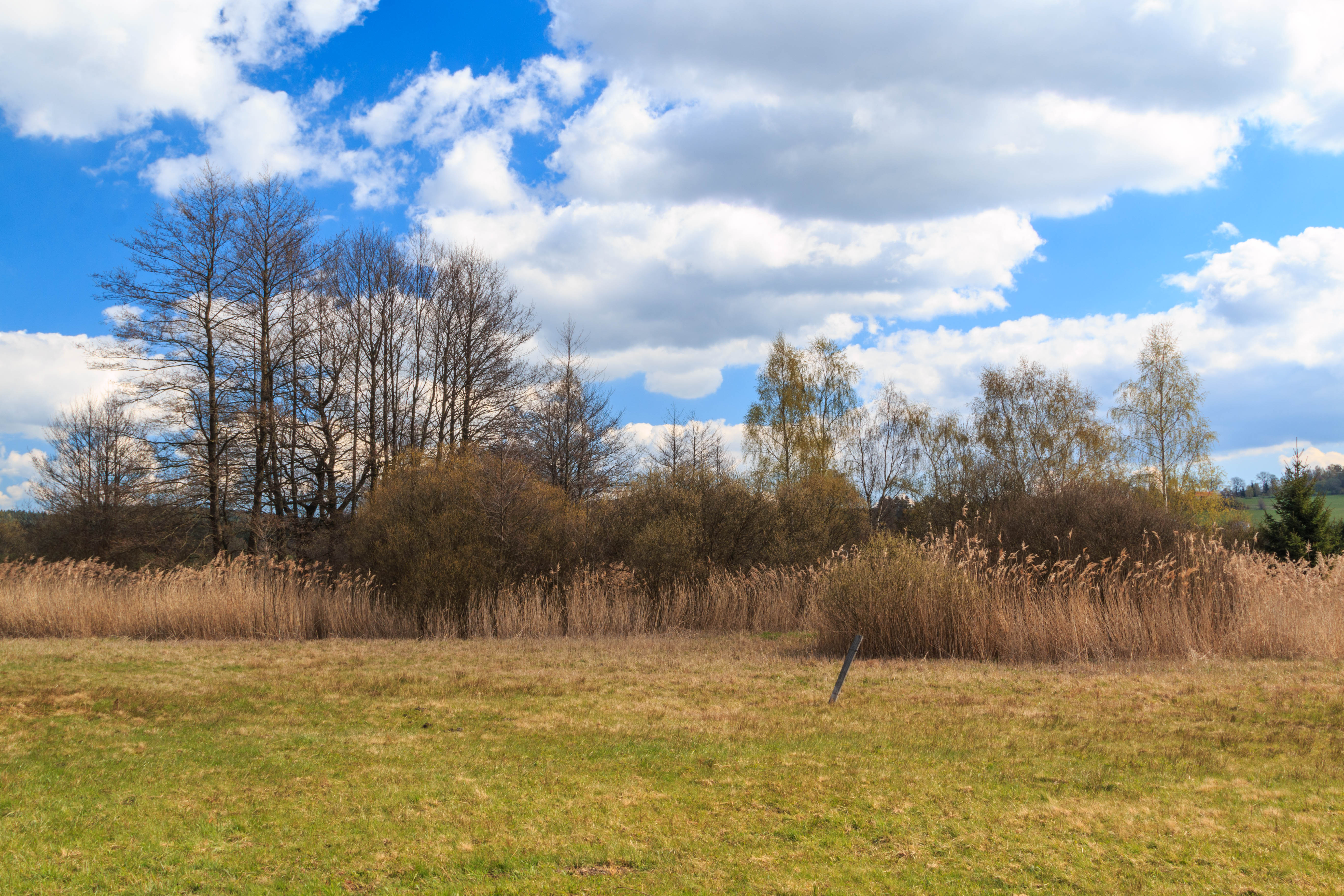
Přírodní památka Návesník
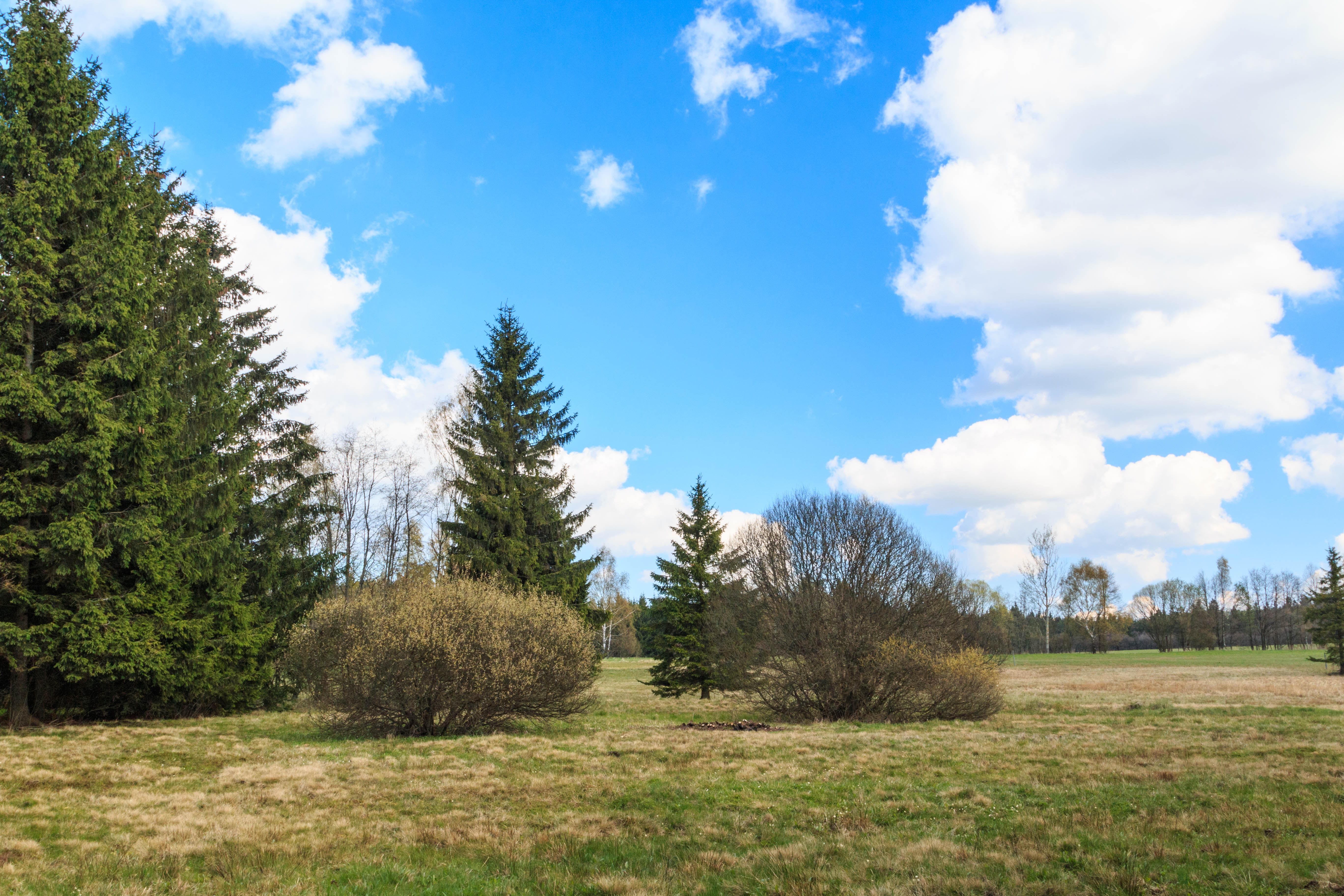
Přírodní památka Návesník
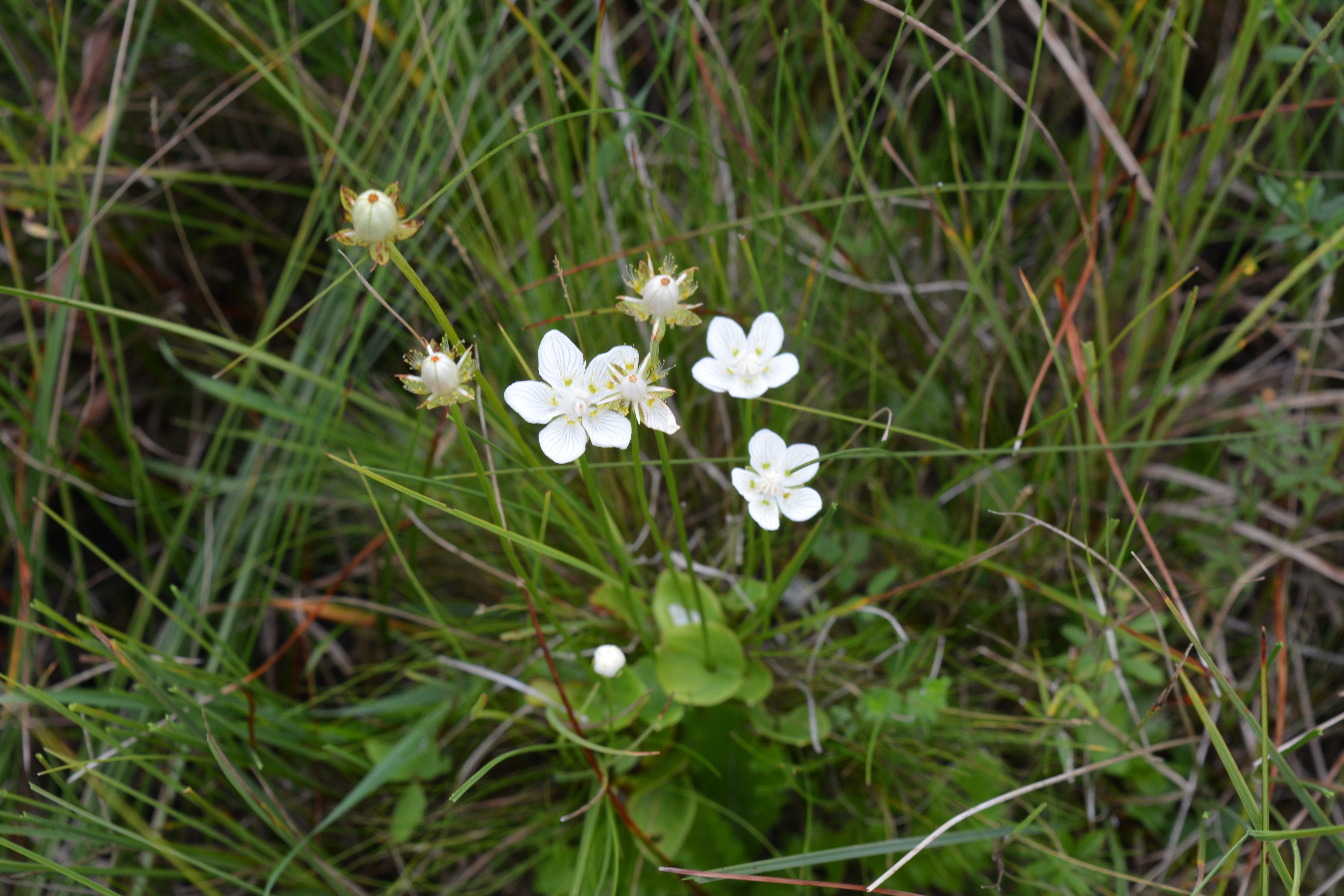
Tolije Bahenní v PP Návesník
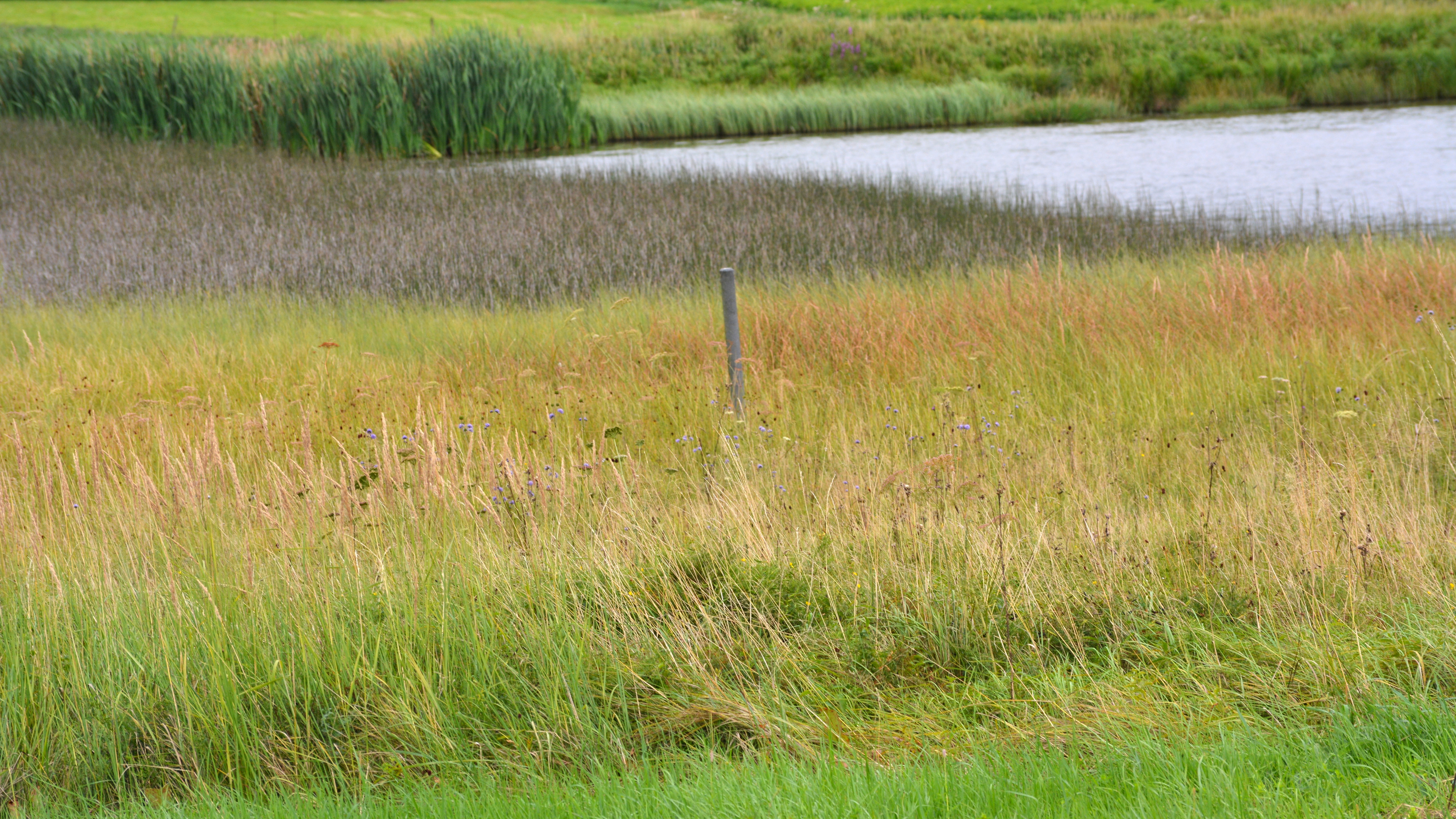
Bažinné louky v PP Návesník